# Belén (Lempira)
Belén (uit het Spaans: "Bethlehem") is een gemeente (gemeentecode 1302) in het departement Lempira in Honduras.

## Ligging
Belén ligt 24 km ten zuidwesten van Gracias, en op 20 km van San Juan in het departement Intibucá. Op de weg vanaf Gracias moet men een afslag nemen om in Belén te komen. De weg is verhard tot aan de grens tussen de departementen Lempira en Intibucá.
Het dorp ligt op de vlakte van La Puerta. Het is omgeven door hoge bergen, die begroeid zijn met pijnbomen. Mede hierdoor is het klimaat er relatief koel.

## Geschiedenis
Het dorp heette eerst Curincunque (uit het Nahuatl: "Plaats met huizen"). Men vermoedt dat de eerste bewoners Ch'orti' waren uit het westen van Honduras. In 1871 werd het een gemeente. Bewijs hiervoor is te vinden in documenten rond de verdeling van het land in ejido's, die bewaard worden in het kantoor van de burgemeester. In 1881 werd de eerste vergadering van de gemeenteraad voorgezeten door Eusebio Amaya Morales.

## Moderne tijd
De belangrijkste bestaansbron in de gemeente bestaat uit de teelt maïs, bonen en koffie. Ook haalt men inkomsten uit de bosbouw.
In 2007 is begonnen met de aanleg van riolering in het dorp. In het dorp en in de meeste gehuchten is elektriciteit. Men kan het signaal ontvangen van de twee belangrijkste Hondurese aanbieders van mobiele telefoon.
Het dorp wordt soms bezocht toeristen, vanwege enkele koloniale gebouwen die in het centrum zijn overgebleven. Belén heeft zelf geen hotels, toeristen overnachten meestal in Gracias.

## Bevolking
De bevolking is als volgt verdeeld:
| Vrouwen | 3679 | 49,2% |
| Mannen  | 3798 | 50,8% |

## Dorpen
De gemeente bestaat uit vijf dorpen (aldea), waarvan het grootste qua inwoneraantal: Belén (code 130201).

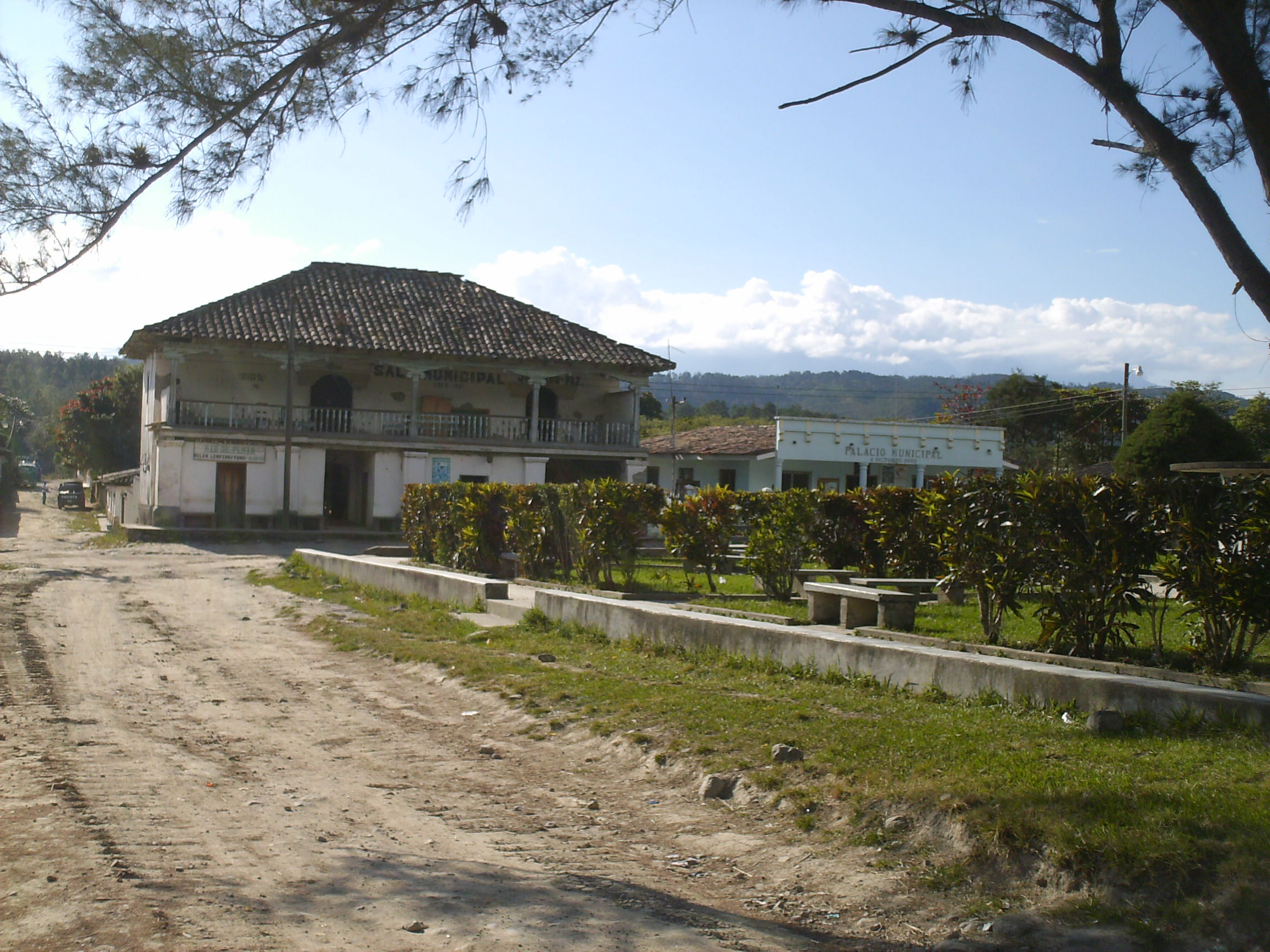
Centrale plein van Belén met gemeentehuis
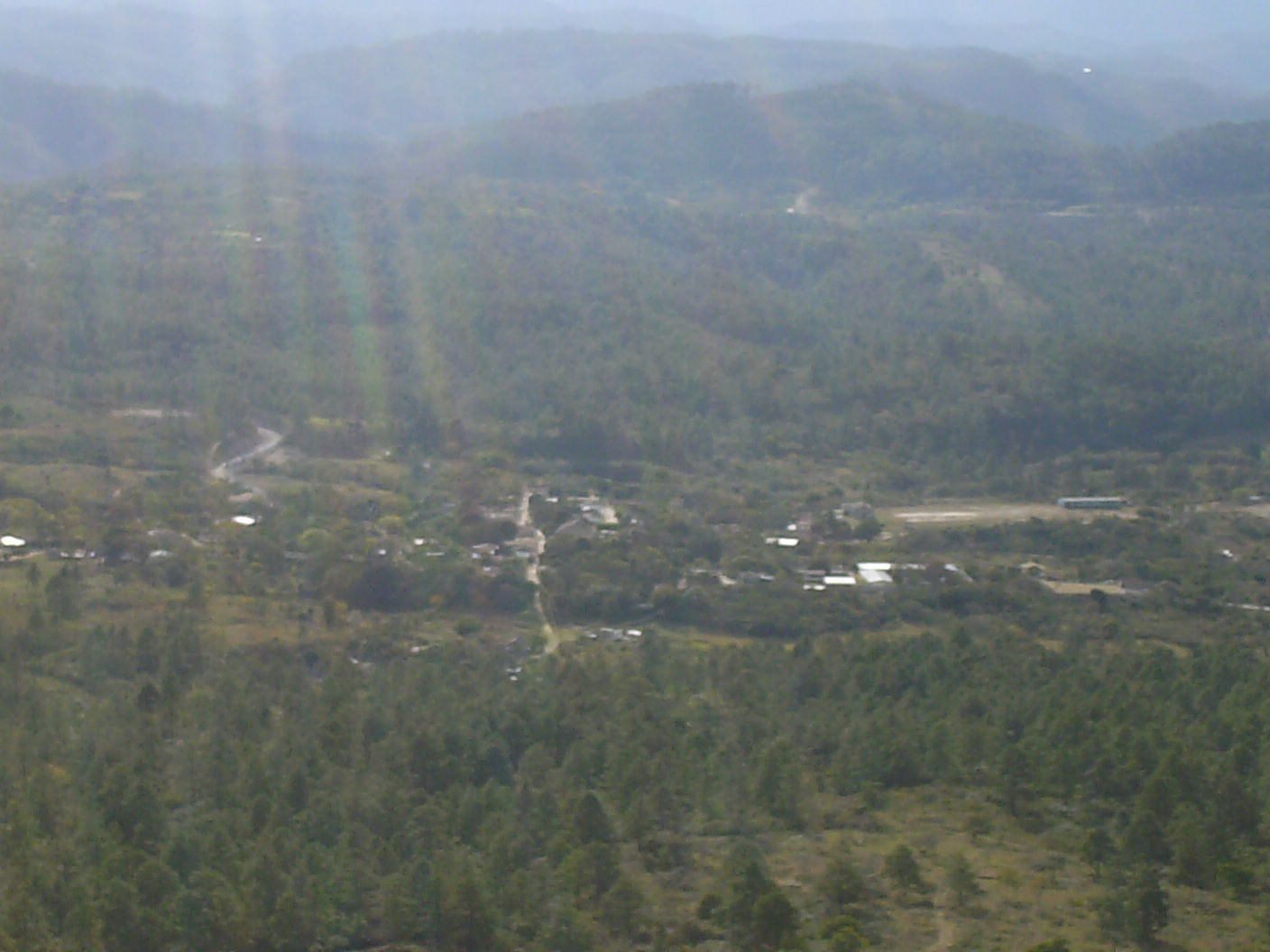
Zicht op Belén vanaf het dorp Las Mesitas